# Некрасов, Лев Иванович
Лев Иванович Некрасов (1920—1994) — доктор химических наук, профессор и заместитель декана химического факультета МГУ, заместитель проректора МГУ, участник Великой Отечественной войны.

## Биография
Родился 6 августа 1920 года в Калуге. Участник Великой Отечественной войны. Ушёл добровольцем на фронт с четвёртого курса химического факультета МГУ в сентябре 1941 года. Окончил курсы химиков-разведчиков при Академии химзащиты им. К. Е. Ворошилова, воевал на Калининском фронте. При взрыве горючих материалов во время вражеской бомбёжки получил тяжёлые ожоги, долго лечился в госпитале. С мая 1943 года — вернулся в действующую армию. Вначале в составе артиллерийского полка, а затем танкового корпуса. Начальник химической службы Л. И. Некрасов освобождал Смоленск, Украину, Молдавию, прошёл по дорогам Румынии, Венгрии, Австрии, участвовал в знаменитом 300-километровом маршевом броске советских танковых частей, пришедших на помощь восставшей Праге 9 мая 1945 года. Война закончилась для Некрасова на Дальнем Востоке, с разгромом милитаристской Японии.
В сентябре 1945 года в звании гвардии майора вернулся на химический факультет МГУ, закончил аспирантуру. Защитил (1951) диссертацию на учёную степень кандидата химических наук (научный руководитель Н. И. Кобозев). Защитил (1972) диссертацию на учёную степень доктора химических наук «Синтез высшей перекиси водорода Н2О4 при взаимодействии плёнки жидкого озона с атомарным водородом при −196оС». Звание профессора (1976). Заведующий лабораторией катализа и газовой электрохимии химического факультета (1974—1989). Заместитель проректора МГУ (1950-е).

## Область научных интересов
Моделирование межмолекулярных взаимодействий хлорофилла in vivo в адсорбционных системах, исследование систем, воспроизводящих взаимодействия, характерные для хлорофилл-белковых комплексов фотосинтетического аппарата, изучение адсорбционных слоёв хлорофилла и его производных на адсорбентах с различными функциональными группами, исследование смешанных слоёв хлорофилла с липидами белками и поверхностно-активными веществами, исследования влияния внекорневого питания растений малыми дозами микроэлементов (Cu, Zn, Fe) на скорость накопления хлорофилла в листьях.
Автор более 200 научных работ, научный руководитель более 20 кандидатов наук.

## Боевые награды[3][2]
- Орден Красной Звезды
- Орден Отечественной войны II степени
  - Медали:
  - «За взятие Будапешта»
  - «За взятие Вены»
  - «За освобождение Праги»
  - «За победу над Германией»
  - «За победу над Японией»